# 韋伯斯特 (堪薩斯州)
韋伯斯特（英語：Webster）是位於美國堪薩斯州魯克斯縣的一個非建制地區。

## 地理
韋伯斯特所處的海拔為高於海平面570米（即1870英呎），而該地所採用的時區為UTC-6，即北美中部時區（CST）。同時該地設有夏令時間，為UTC-6調快一小時，即UTC-5（CDT）。